# Pirapemas
Pirapemas este un oraș în unitatea federativă Maranhão (MA), Brazilia.